# Eupithecia magnifacta
Eupithecia magnifacta là một loài bướm đêm trong họ Geometridae.